# Heteronychus monodi
Heteronychus monodi är en skalbaggsart som beskrevs av Renaud Maurice Adrien Paulian 1954. Heteronychus monodi ingår i släktet Heteronychus och familjen Dynastidae. Inga underarter finns listade i Catalogue of Life.